# Семикозівська сільська рада
| Семикозівська сільська рада — колишній орган місцевого самоврядування у Біловодському районі Луганської області з адміністративним центром у с. Семикозівка. Історична дата утворення: в 1991 році. Водоймища на території, підпорядкованій даній раді: річка Деркул. Сільській раді підпорядковані населені пункти: - с. Семикозівка |

## Склад ради
Рада складається з 16 депутатів та голови.

### Керівний склад ради
| ПІБ                         | Основні відомості                                                         | Дата обрання | Дата звільнення |
| --------------------------- | ------------------------------------------------------------------------- | ------------ | --------------- |
| Геновська Галина Миколаївна | Сільський голова, 1958 року народження, освіта, член Партії регіонів      | 26.03.2006   | 31.10.2010      |
| Геновська Галина Миколаївна | Сільський голова, 1958 року народження, освіта вища, член Партії регіонів | 31.10.2010   |                 |

Примітка: таблиця складена за даними джерела